# Stan wyjątkowy w Tunezji (2011)
Stan wyjątkowy w Tunezji (2011) – został wprowadzony 14 stycznia 2011 w Tunezji przez prezydenta Zajna al-Abidin ibn Alego po wybuchu jaśminowej rewolucji. Został zniesiony w kwietniu tego samego roku.